# Église Saint-Gilles de Saint-Gilles-sur-Vie
L’église Saint-Gilles est une église catholique située à Saint-Gilles-Croix-de-Vie, en France.

## Localisation
L'église est située dans le département français de la Vendée, sur la commune de Saint-Gilles-Croix-de-Vie.

## Historique
Construite au IXe siècle pour les moines de Saint-Michel-en-l'Herm  ou de Saint-Gilles-du-Gard, une première église fortifiée est détruite pendant les guerres de Religion, à l'exception du clocher et du côté droit de la nef. Ce bas-côté nord et le clocher sont inscrits au titre des monuments historiques, le 29 octobre 1926.
Reconstruite en 1883, l'église Saint-Gilles est restaurée en 1903 puis en 1977.
Dans le bas-côté nord, un vitrail du XVIIe siècle, Victoire de Louis XIII sur l'armée de Benjamin de Rohan de Soubise près de Saint-Gilles – 16 avril 1622, représentant une bataille des guerres de Religion en France dans les marais vendéens, est classé en 1927 puis déclassé.
L'église contient aussi une copie du tableau La Vierge au lapin de Titien exposée au musée du Louvre : cette copie est peinte en 1900 par Charles Atamian (1872 - 1947) puis donnée par la famille du peintre en avril 1993.
Un chemin de croix, composé de quatorze tableaux et d'une fresque en plaque de lave, est réalisé en 1979 par l'artiste local Henry Simon.

## Photographies

Façades
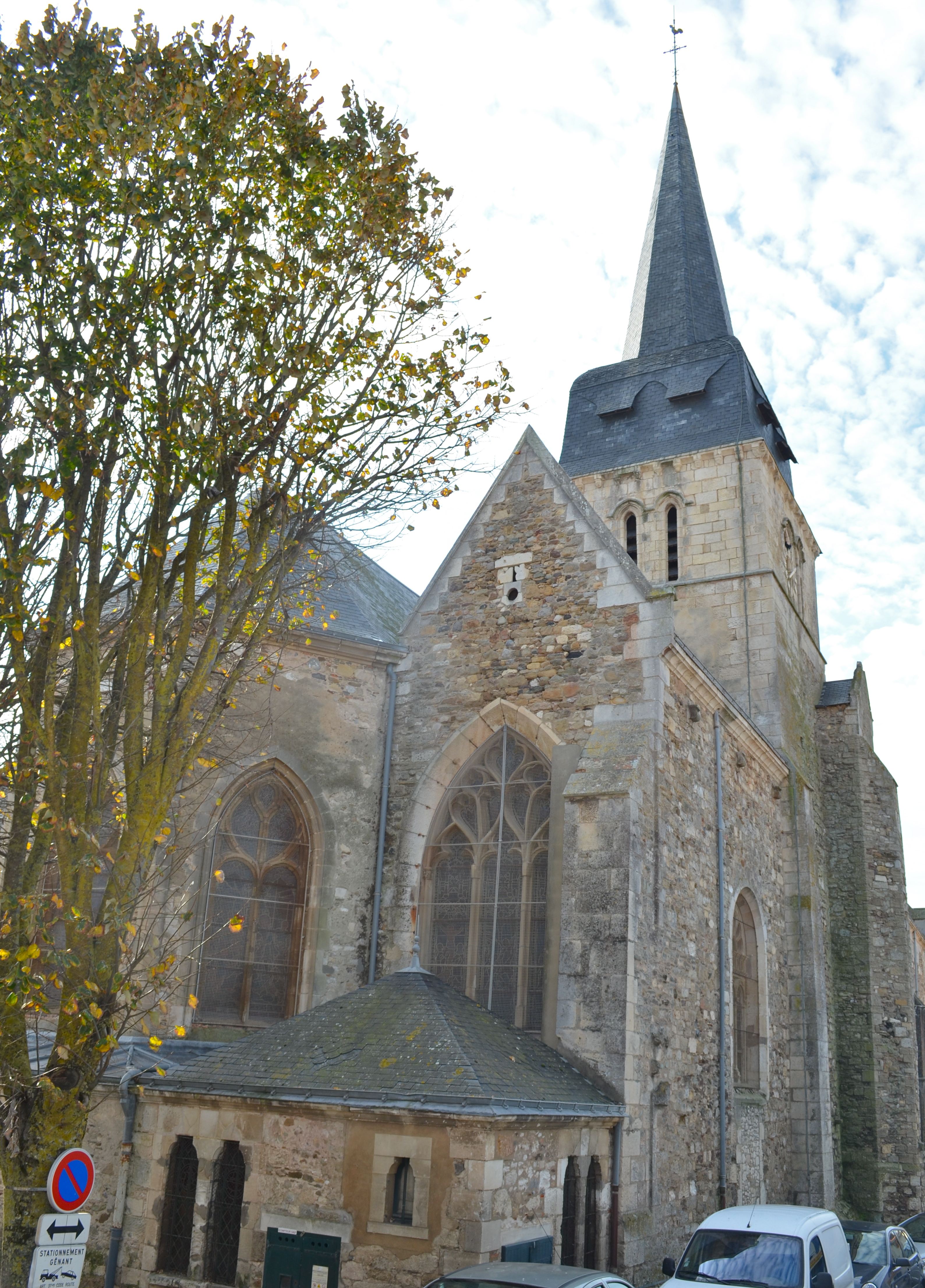
Chevet et clocher
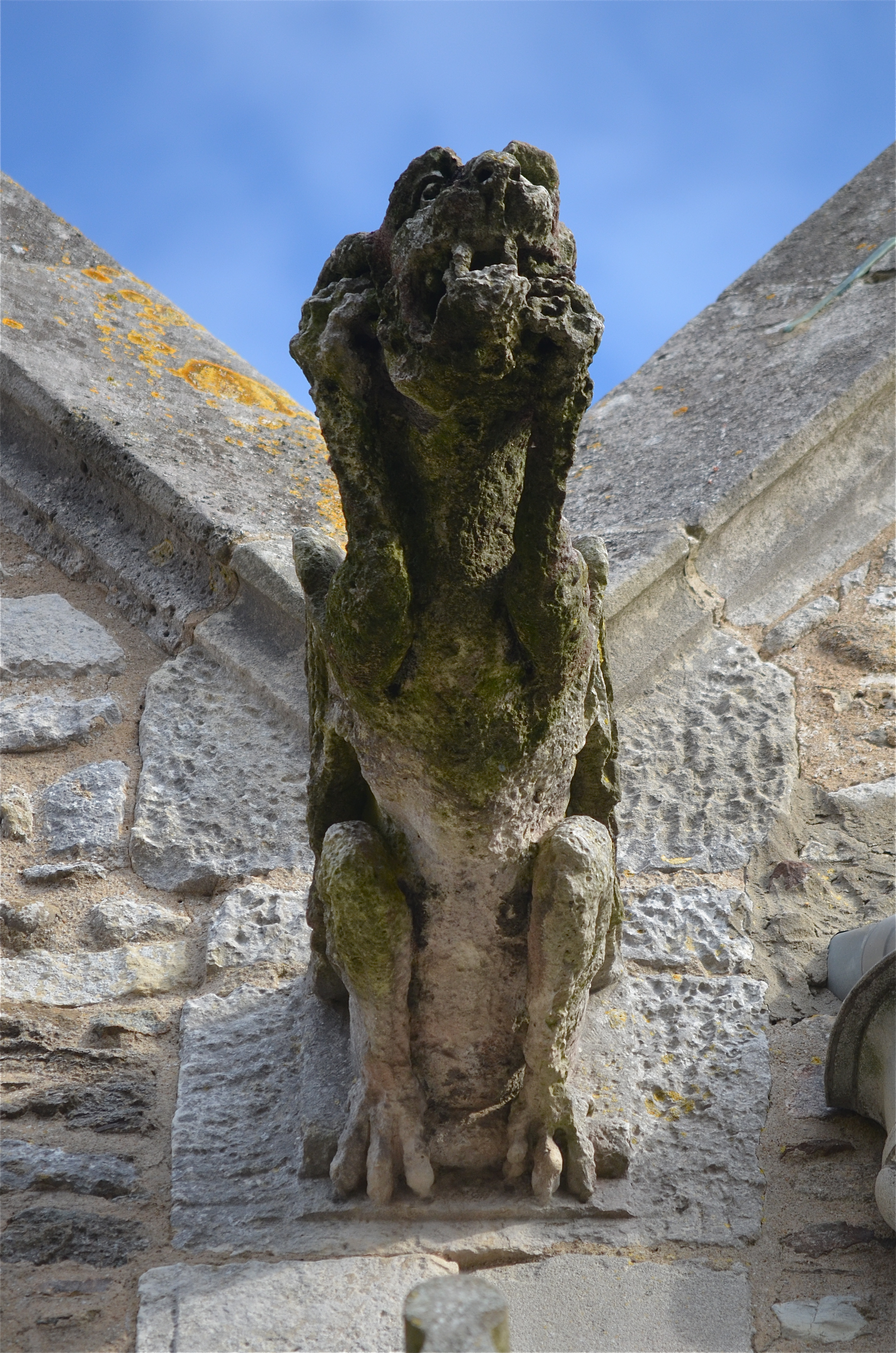
Gargouille
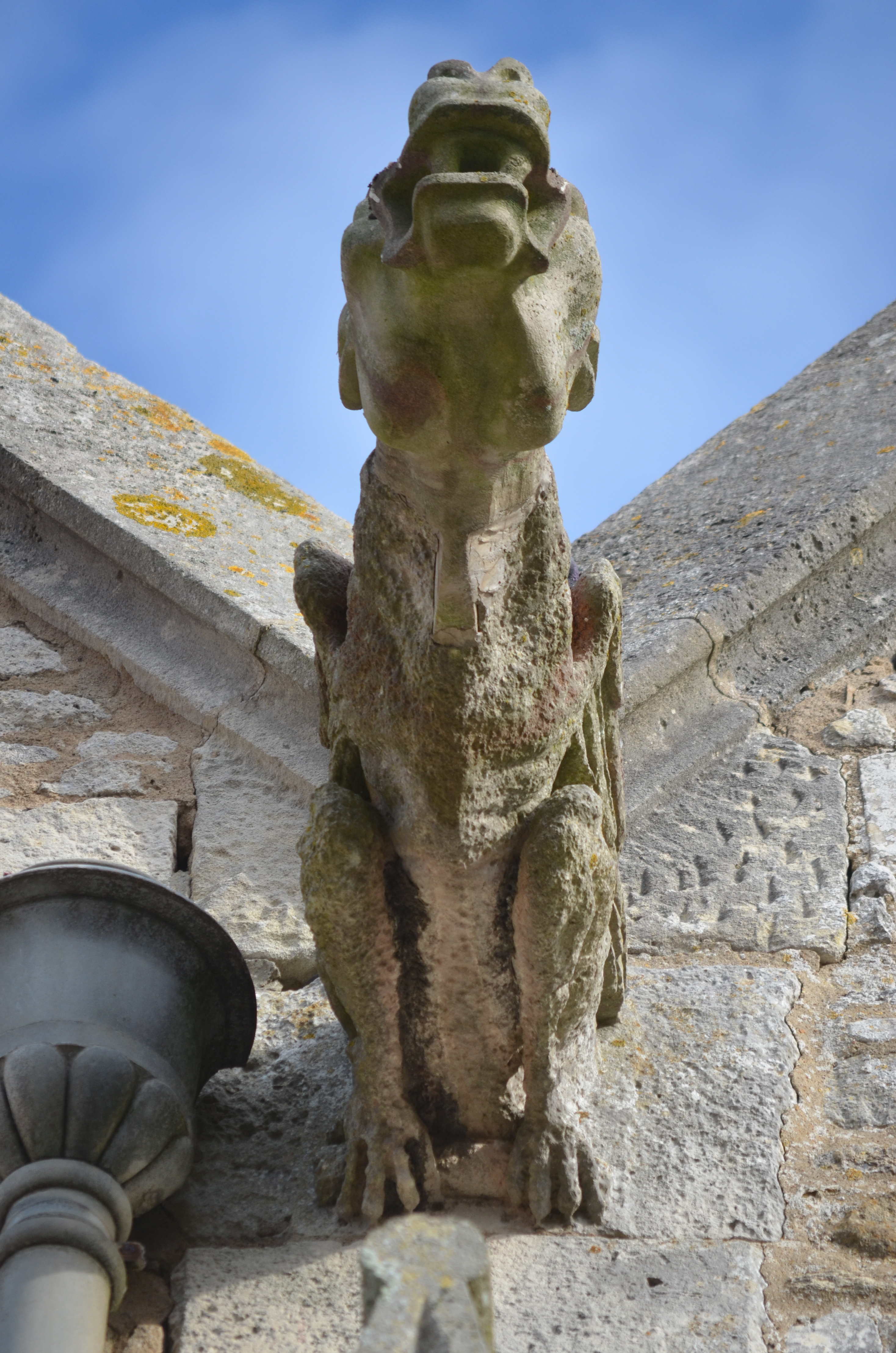
Gargouille

Vues intérieures
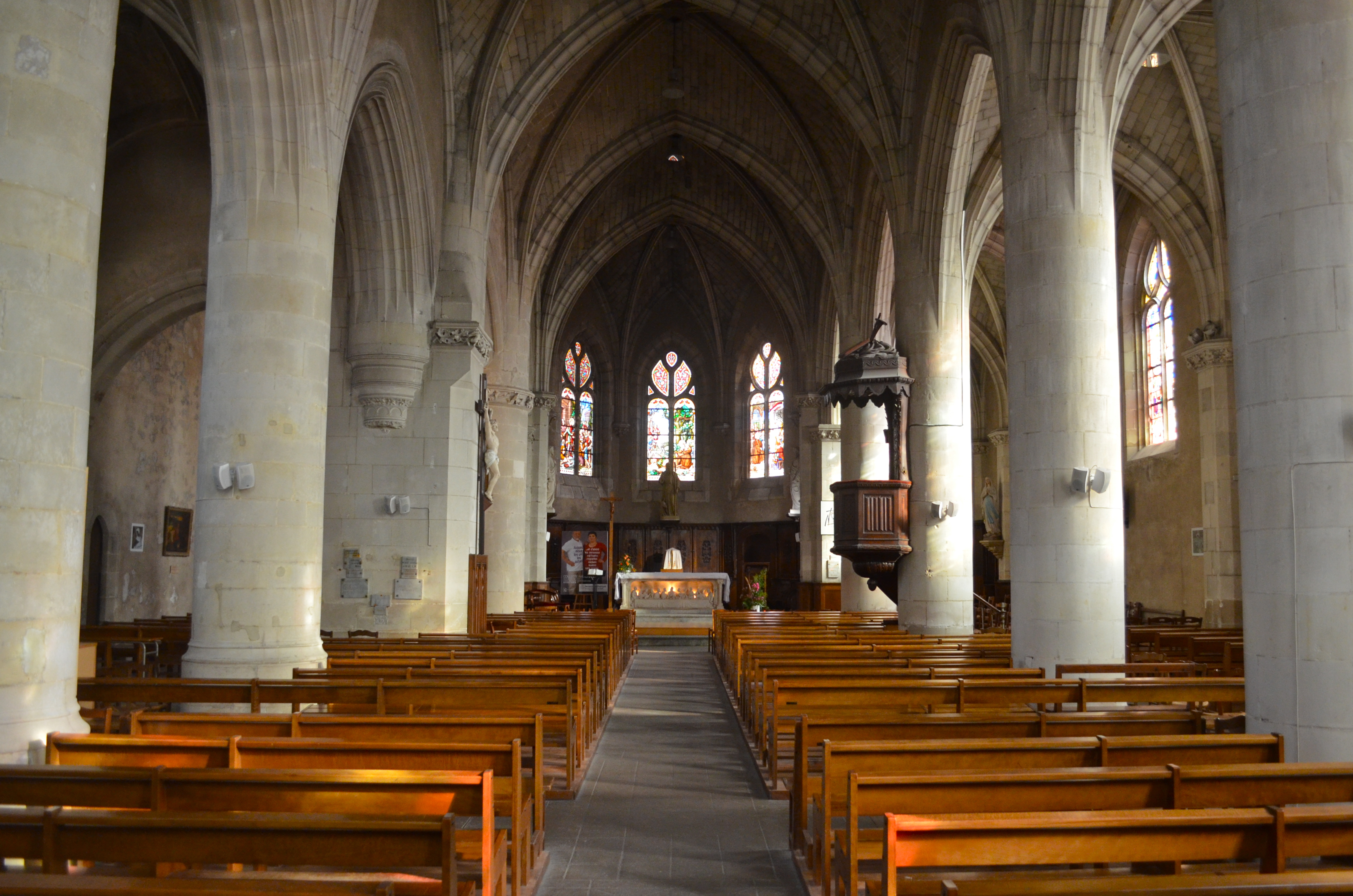
Nef
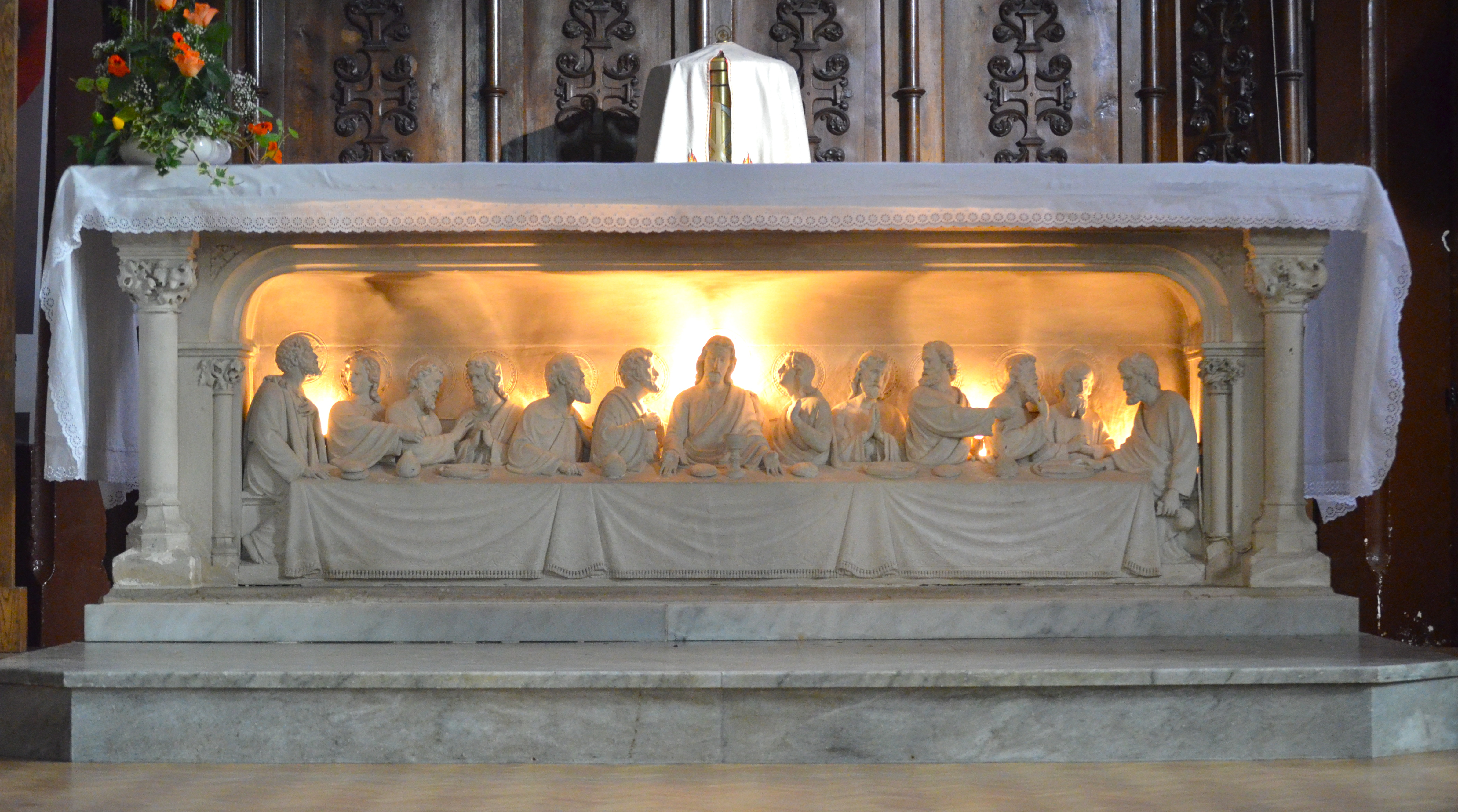
Autel
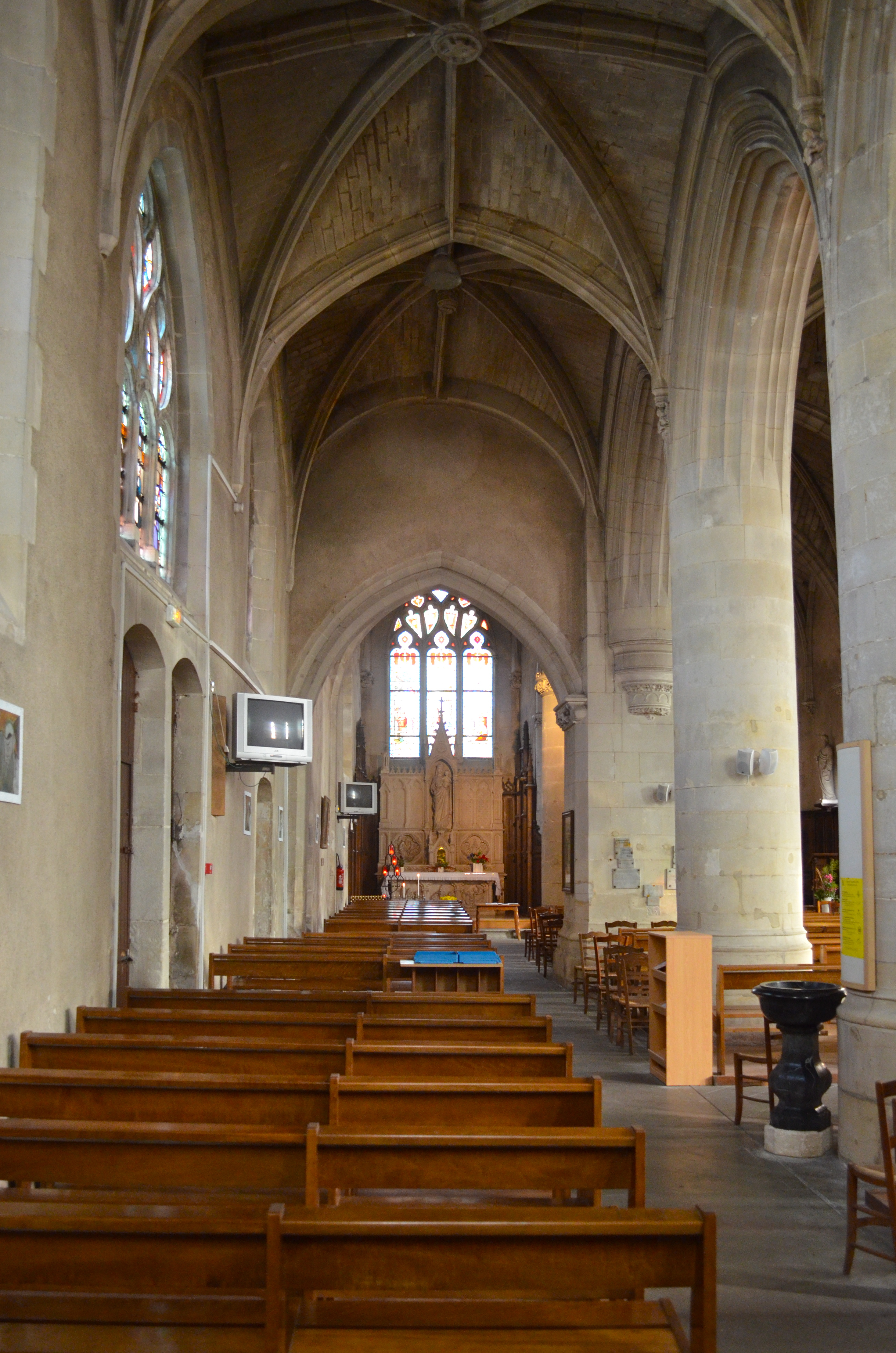
Bas-côté sud
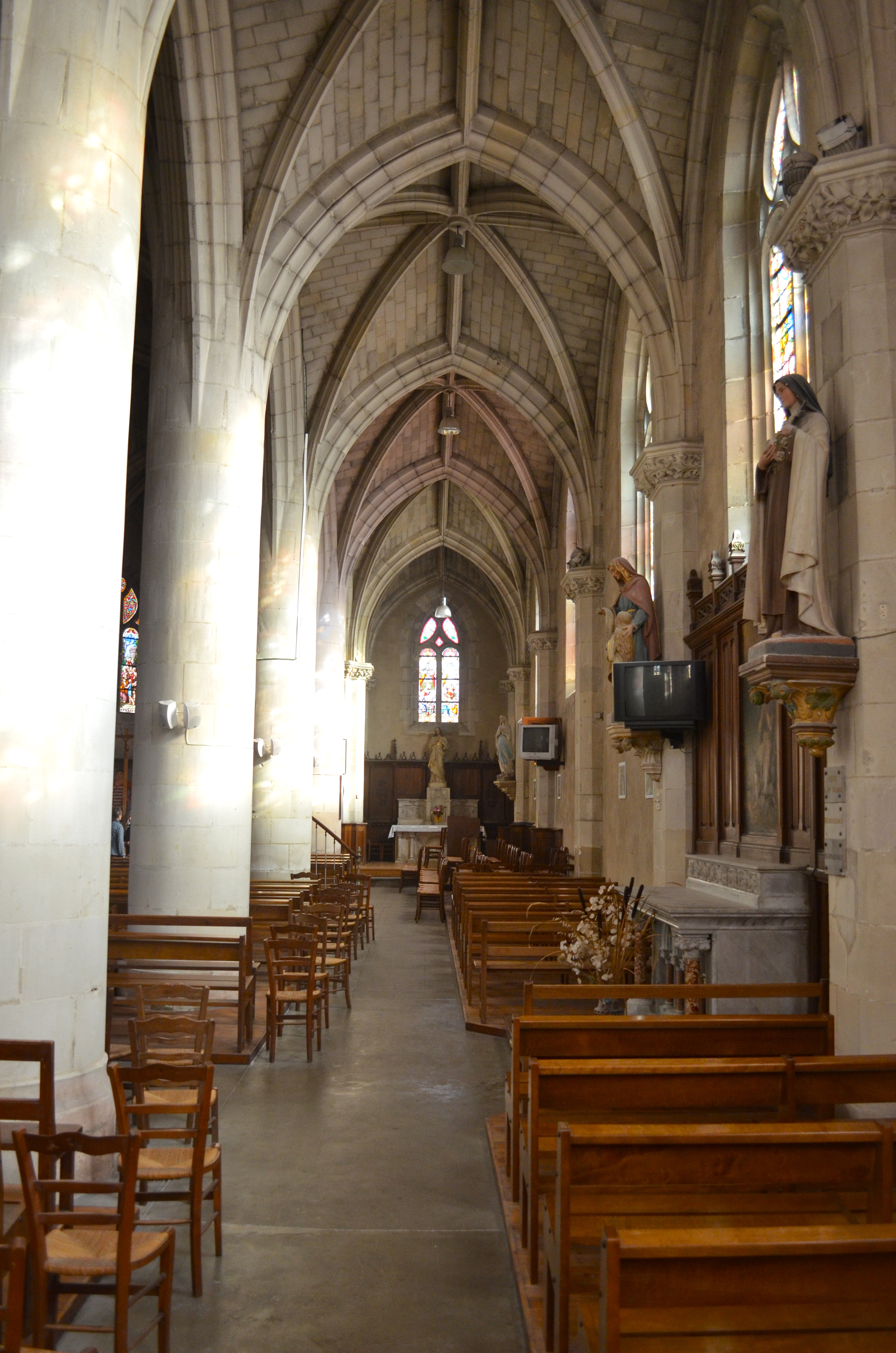
Bas-côté nord

Vitraux
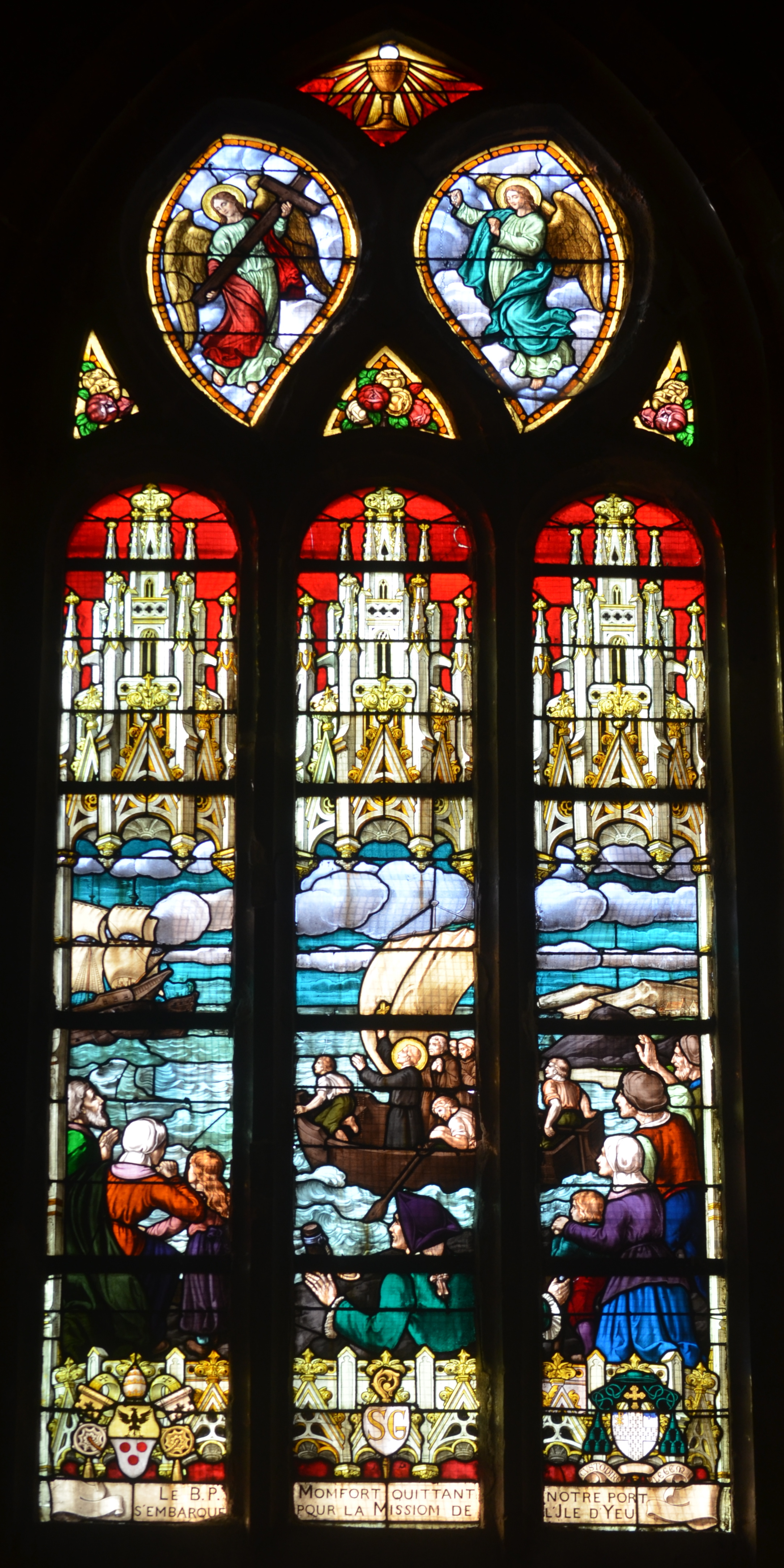
Le B.P. Momfort quittant notre port s'embarque pour la mission de l'île d'Yeu
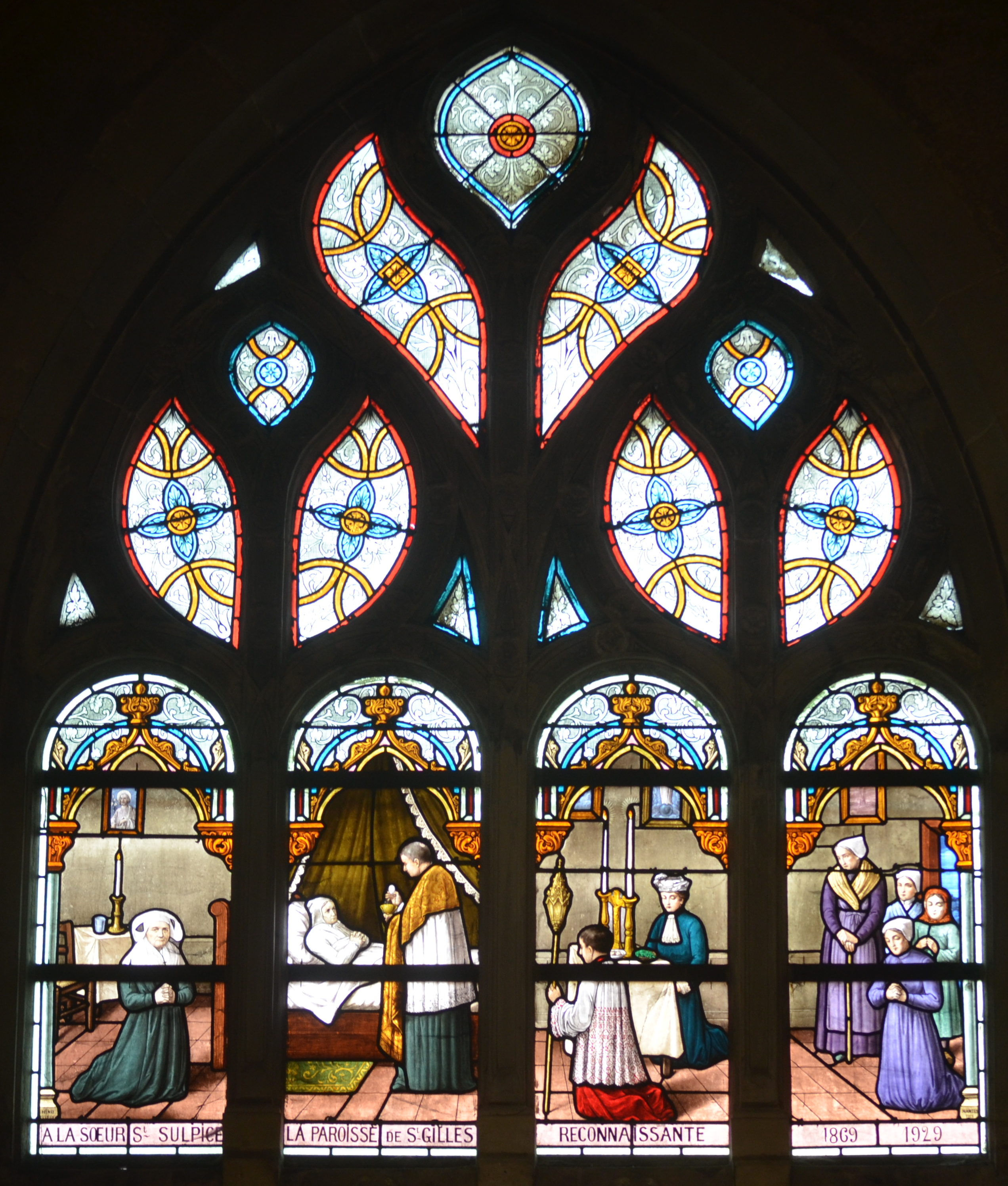
A la sœur St Sulpice, la paroisse de Saint Gilles reconnaissante
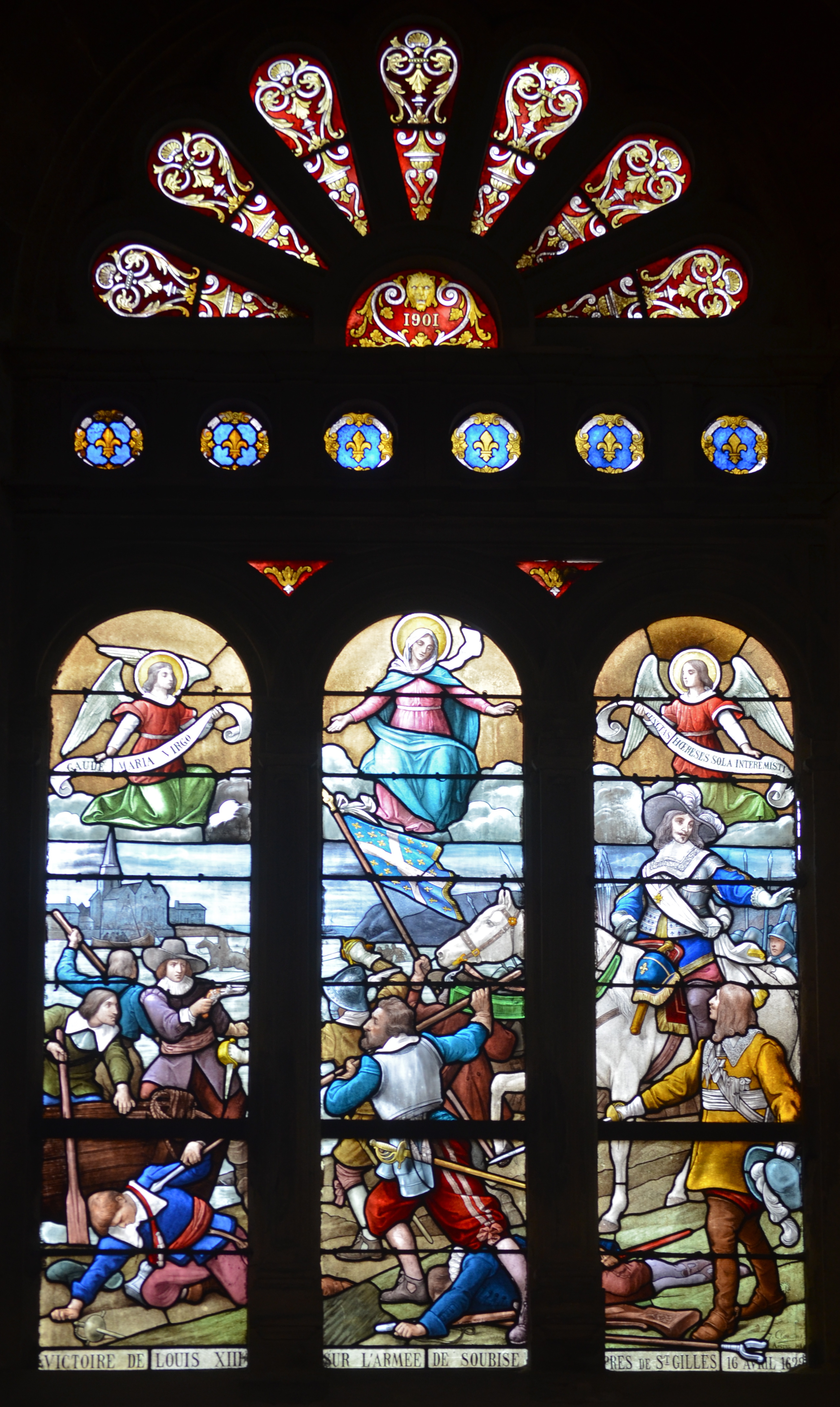
Victoire de Louis XIII sur l'armée de Sourise près de Saint-Gilles – 16 avril 1622